# Brijest (Lopare, BiH)
Brijest je naseljeno mjesto u sastavu općine Lopare, Republika Srpska, BiH.

## Stanovništvo
| Brijest            |              |
| godina popisa      | 1991.        |
| Srbi               | 372 (98,15%) |
| Muslimani          | 0            |
| Hrvati             | 1 (0,26%)    |
| Jugoslaveni        | 2 (0,53%)    |
| ostali i nepoznato | 4 (1,06%)    |
| ukupno             | 379          |